# Assassinat d'Orlando Letelier
Le 21 septembre 1976, Orlando Letelier, ancien ministre de la Défense de Salvador Allende, est assassiné à Washington dans un attentat à la voiture piégée commis sur ordre de Pinochet. Sa collaboratrice Ronni Moffitt fut également tuée, et le mari de cette dernière blessé. Cet assassinat prit place dans le cadre de l'opération Condor de coordination entre les services de renseignement des différentes dictatures militaires du Cône Sud.
L'agent américain de la DINA Michael Townley a été extradé par Santiago aux États-Unis en raison de ses responsabilités dans l'assassinat, qui aurait été décidé à la même réunion qui décida de l'attentat contre le vol 455 Cubana commis le 6 octobre 1976 par des terroristes anti-castristes, soit quinze jours après le meurtre d'Orlando Letelier.
Le Chili se refusa toutefois à extrader le chef de la DINA, Manuel Contreras, et Pedro Espinoza. Tous deux restèrent actifs au sein de l'armée tout au long de la dictature, Contreras démissionnant toutefois de la DINA en avril 1978 à la suite des pressions politiques de Washington. Cette affaire conduisit la DINA à être rebaptisée CNI.
En 1987, Armando Fernández Larios, alors major de l'armée de terre, capitaine au moment de l'assassinat de Letelier et également recherché par les États-Unis, déserta et se rendit aux États-Unis, négociant avec la justice américaine sa protection en échange de témoignages sur l'assassinat de l'ex-ministre.
En mai 1995, Espinoza fut condamné au Chili pour l'assassinat de Letelier et finalement incarcéré.

## Contexte
Orlando Letelier, économiste de la Banque interaméricaine de développement, habitué des cercles de Washington, fut nommé ambassadeur aux États-Unis en 1971 par le président Salvador Allende. Il fut ensuite nommé ministre des Affaires étrangères, puis de l'Intérieur, et enfin de la Défense d'Allende.
Après le coup d’État du 11 septembre 1973, il fut le premier membre du gouvernement Allende à être arrêté, étant incarcéré dans une prison de Terre de Feu. Il resta en captivité, victime de torture, durant un an, d'abord dans le régiment de Tacna, puis à l'Académie militaire, ensuite à l'île Dawson pendant huit mois et dans d'autres centres de détention. Finalement, il fut libéré et forcé à l'exil sous la pression internationale, exercée en particulier par le gouverneur de Caracas (Venezuela) Diego Arria et le secrétaire d'État Henry Kissinger. Lors de sa libération en 1974, un officier de l'armée l'avertit que le bras de la DINA était long, et que le général Pinochet ne tolèrerait pas des activités contre son gouvernement.
Orlando Letelier s'exila d'abord au Venezuela puis à Washington D.C., où il devint membre de l'Institute for Policy Studies, assisté dans son travail par Ronni Moffitt. Craignant dès 1974 d'être assassiné par la DINA, il maintint au début un profil bas à Washington, vivant discrètement chez un ami à Bethesda et ne recevant que des amis proches. Progressivement, il commença à agir de façon plus ouverte au sein de Washington.
Après l'échec de la tentative d'assassinat contre le démocrate-chrétien Bernardo Leighton à Rome, en 1975, qui avait toutefois intimidé celui-ci en le convainquant de mettre un terme à ses activités politiques, Orlando Letelier devint la figure la plus importante de l'opposition chilienne à la dictature de Pinochet, respecté de tous et capable de rassembler la gauche socialiste et les démocrates chrétiens qui avaient d'abord appuyé la destitution d'Allende mais s'étaient ensuite tournés contre le général Pinochet devant l'ampleur de la répression exercée. Il fonda un groupe d'opposants, l'Unité populaire du Chili démocratique.
En octobre 1975, Letelier devint le directeur de la planification et du développement pour le Programme international de politique économique établi par le Transnational Institute, lié à l'Institute for Policy Studies. À ce titre, il convainquit les Pays-Bas d'abandonner un projet d'investissement de 63 millions de dollars dans l'industrie minière chilienne en faisant valoir que cela reviendrait à soutenir un régime méprisant ouvertement les droits de l'homme,.
La junte chilienne lui retira la nationalité chilienne le 10 septembre 1976: le décret signé par Pinochet motivait cette décision par l'interférence de Letelier avec le « soutien financier normal au Chili » et ses efforts pour « empêcher l'investissement de capital néerlandais au Chili ».
Au Forum Felt dans le Madison Square Garden, Letelier rétorqua le même jour:
« Pinochet a signé aujourd'hui un décret qui déclare que je suis privé de ma nationalité. Ceci est un jour important pour moi. Un jour dramatique dans ma vie dans lequel les agissements de généraux fascistes contre moi me font sentir plus Chilien que jamais. Parce que nous sommes les vrais Chiliens, dans la tradition de O'Higgins, Balmaceda, Allende, Neruda, Gabriela Mistral, Claudio Arrau et Víctor Jara, et eux - les fascistes - sont les ennemis du Chili, les traîtres qui vendent notre pays aux investisseurs étrangers. Je suis né Chilien, je suis Chilien et je mourrai Chilien. Ils sont nés traîtres, ils vivent comme des traîtres et ils seront à jamais connu en tant que traîtres fascistes. »

## Assassinat
Le 21 septembre 1976, Letelier se rendait à son travail à Washington avec Ronni Moffitt et son mari Michael. Voisins, ces derniers avaient été pris par Letelier en voiture en raison d'une panne de leur véhicule. Moffit était assise à droite du conducteur et son mari à l'arrière. Alors qu'ils prenaient le rond-point de Sheridan Circle sur Embassy Row (l'Allée des ambassadeurs), à 9h35 du matin, la bombe posée sous leur véhicule explosa, faisant voler la voiture dans les airs. Seul Michael survécut miraculeusement. Ronni Moffitt mourut à l'hôpital 45 minutes après Letelier, décédé lui-même une vingtaine de minutes après l'explosion.

## Enquête et procès
Dans les jours suivant l'attentat, le département d'État annonça être sérieusement « concerné » par cet attentat. De son côté, la presse attribuait l'attentat à une provocation de l'extrême-gauche. Le sénateur démocrate James Abourezk déclara quant à lui que la « tyrannie » de la dictature chilienne s'était étendue aux États-Unis, tandis que le sénateur Edward Kennedy, l'un des adversaires les plus sérieux de la junte militaire chilienne, parlait d'acte de « terrorisme politique ». Le 22 septembre 1976, Abourezk, Kennedy et Hubert Humphrey proposèrent une résolution au Sénat exigeant une « enquête approfondie sur les circonstances de l'attentat ».
Des membres de l'Institute for Policy Studies organisèrent une manifestation devant l'ambassade chilienne, située à six pâtés de maisons du lieu de l'attentat. Peu de temps auparavant, l'ambassadeur chilien Manuel Trucco déclara que « le gouvernement chilien condamnait cet acte scandaleux de terrorisme ».
Selon le New York Times du 22 septembre 1976, un associé de Letelier à l'Institute for Policy Studies affirmait que les autorités américaines avaient averti quelques mois auparavant Letelier que des agents de la DINA circuleraient dans le pays.
L'enquête du FBI, à laquelle participa notamment Robert Scherrer, en poste à l'ambassade de Buenos Aires, mena finalement vers Michael Townley, un agent d'origine américaine de la DINA qui avait travaillé naguère pour la CIA. Avec le Chilien Armando Fernandez Larios, l'ambassadeur du Paraguay Robert White leur avaient fourni un visa à la demande du gouvernement d'Alfredo Stroessner, apposé sur de faux passeports fournis aux agents de la DINA par le Paraguay à la demande expresse de Manuel Contreras, le chef de la DINA.
L'assassinat de Letelier marqua un tournant dans l'opération Condor et, dans une moindre mesure, dans les relations américano-chiliennes. Selon de nombreux membres des services de renseignements du Cône Sud, cet assassinat, en frappant une cible dans la capitale des États-Unis, marqua l'arrêt de mort de l'opération Condor, la DINA ayant dépassé les bornes, mettant en péril d'autres opérations similaires qui devaient se dérouler en Europe.
En 1978, le Chili finit par accepter d'extrader Michael Townley. Lors de son procès, celui-ci admit qu'il avait organisé l'attentat avec cinq exilés cubains anti-castristes. Il s'agissait notamment de Virgilio Paz Romero et des frères Sampoll (Guillermo et Ignacio). Le terroriste cubain Luis Posada Carriles aurait été, selon le Miami Herald, à la réunion au cours de laquelle fut décidée tant la participation à l'assassinat de Letelier que l'attentat contre le vol 455 Cubana du 6 octobre 1976.
Townley témoigna contre les Cubains et accepta de plaider coupable pour conspiration afin d'organiser un assassinat, ce qui lui valut une condamnation à 10 ans de prison. Sa femme, Mariana Callejas, avec qui il avait déjà organisé l'assassinat du général Carlos Prats à Buenos Aires en 1974, accepta également de témoigner, en échange de l'assurance de ne pas être poursuivie.
En 1978, le militaire chilien Larios déserta et s'exila avec l'aide du FBI. Craignant pour sa vie, il déclarait que la DINA le menaçait parce qu'il refusait de coopérer à l'obstruction de l'enquête des autorités américaines. Le 4 février 1987, il plaida coupable aux États-Unis pour complicité de meurtre. En échange de son témoignage, les autorités laissèrent tomber les charges.
Le 9 janvier 1979, le procès des frères Novo Sampoll et d'Alvin Ross Díaz commença à Washington. Le général Pinochet s'opposa toutefois à l'extradition des Cubains Virgilio Paz Romero et José Dionisio Suárez, également accusés du meurtre. Guillermo Novo et Díaz furent condamnés à la perpétuité pour avoir été les auteurs matériels du meurtre; Ignacio Novo reçu une sentence de 8 années de prison. Peu de temps après, Townley fut libéré sous le programme fédéral de protection des témoins.
Enfin, le chef de la DINA Manuel Contreras et son second, le brigadier Pedro Espinoza, furent également accusés par la justice américaine. Bien que Pinochet eût refusé de les extrader, Contreras dut cependant démissionner de l'armée en 1978 et la DINA fut restructurée sous le nom de CNI (Centrale nationale d'intelligence). Ils furent finalement condamnés au Chili, lors de la transition démocratique, le 12 novembre 1993, à 7 et 6 ans de prison (respectivement).
Pinochet lui-même, qui avait été directement accusé par Michael Townley, Manuel Contreras, Pedro Espinoza et le capitaine Larios d'avoir ordonné l'assassinat, ne fut jamais inculpé pour cette affaire, et décéda le 10 décembre 2006. Le 23 décembre 1997, Contreras déclara ainsi, devant la Cour suprême chilienne, lors de son inculpation pour l'assassinat de Letelier:
« En tant que représentant du président et directeur général de la DINA, j'ai strictement exécuté ce qu'il m'a ordonné de faire. (...) Je n'ai pas agi de ma propre initiative, et toutes les missions qui devaient être accomplies venaient nécessairement, comme cela a toujours été le cas, du président de la République. »
Espinoza accusa Pinochet d'avoir ordonné l'assassinat lors de sa déposition sous serment du 2 mai 1978, dite Acta de Punta Arenas. Espinoza affirmait alors que le général Hector Orozco, chargé par Pinochet d'une « enquête » administrative sur le crime, l'avait menacé de l'extrader aux États-Unis « sous 24 heures » s'il ne signait pas une déclaration lavant Pinochet de tout soupçon,.

## Les États-Unis étaient-ils au courant du projet d'assassinat?
L'état des connaissances de l'administration Ford et de son conseiller Henry Kissinger au sujet des préparatifs de l'attentat a été largement débattu. L'agent du FBI Robert Scherrer, qui envoya après l'attentat un câble, daté du 28 septembre 1976 et décrivant la « phase 3 » de l'opération Condor, c'est-à-dire les opérations d'assassinat hors des pays du Cône Sud, prétendit par exemple que les États-Unis n'avaient pas connaissance de ce volet de Condor avant l'assassinat. Le journaliste John Dinges (en), auteur de l'enquête la plus approfondie sur cet assassinat, a cependant démontré que « cela [était faux] » et que « le renseignement américain connaissait les projets d'assassinat du plan Condor plusieurs mois avant l'attentat contre Letelier ». Il déclara notamment que la CIA avait des renseignements concernant cet assassinat au moins deux mois avant son exécution, mais a échoué à agir pour dissuader la DINA de concrétiser ce projet.
La CIA était aussi au courant d'un projet d'assassinat contre le député américain Ed Koch, organisé par l'Uruguay, mais le directeur de la CIA George H. W. Bush « mit trois mois pour réagir à une menace de mort dirigée contre un parlementaire américain ».
Un communiqué de l'ambassadeur au Paraguay George Landau, à destination du département d'État et d'autres agences gouvernementales, les prévenait que les services paraguayens l'avaient informé que des citoyens paraguayens (en fait Townley et son associé chilien) devaient se rendre aux États-Unis pour rencontrer le général Vernon Walters, vice-directeur de la CIA. Landau avait alors demandé confirmation aux autorités américaines, qui infirmèrent cette version. Plus encore, les visas furent révoqués par le département d'État le 9 août 1976.
Utilisant les mêmes noms, les agents de la DINA utilisèrent alors de faux passeports chiliens pour entrer aux États-Unis afin de surveiller Letelier et de préparer l'attentat,.
L'ambassadeur Landau avait cependant eu la précaution de faire des copies des demandes de visa faites au Paraguay, ce qui permit plus tard de remonter jusqu'à Townley et de faire le lien entre la DINA et ces demandes.
Le commentateur américain William F. Buckley, Jr. écrivit le 25 octobre 1976 que les enquêteurs américains pensent peu probable que le Chili aurait risqué et réussi une action de cette sorte, avec de grandes difficultés, à acquérir le respect auprès de nombreux pays de l'Ouest, qui lui étaient auparavant hostiles. Donald Freed affirma par la suite que Buckley était chargé par le gouvernement chilien d'opérations de désinformation depuis octobre 1974, et que son frère, James Buckley, aurait rencontré Townley et Guillermo Novo à New York une semaine avant l'assassinat de Letelier.
Tant John Dinges (en) que Kenneth Maxwell ont attiré l'attention sur une question épineuse : non seulement l'administration Ford était au courant de la phase 3 de l'opération Condor avant l'assassinat de Letelier, mais les divers services de renseignement américains, qui suivaient de près l'opération Condor et étaient en contact avec ses plus hauts responsables, avaient eu plusieurs indices concordant vers l'organisation d'un assassinat aux États-Unis, ce qui justifia notamment l'annulation des visas fournis au Paraguay. Par ailleurs, Orlando Letelier avait été menacé en termes à peine voilés par Pinochet lui-même lors d'une réunion avec Henry Kissinger.
Kissinger avait signé un câble, un mois avant l'assassinat, ordonnant aux diplomates américains d'informer les juntes militaires que « l'assassinat de subversifs, de politiciens et de figures majeures tant au sein des frontières de certains pays du Cône sud qu'à l'étranger... créerait un problème politique et moral très grave ». Or, cette « démarche » ne fut jamais accomplie par les diplomates des États-Unis, bien que tous s'accordent à dire qu'il est inconcevable que, sous Kissinger, l'un d'eux puisse prendre l'initiative de désobéir aux ordres du secrétaire d'État. Le 20 septembre 1976, soit la veille de l'attentat, le département d'État câbla à l'ambassade au Chili de ne pas effectuer cette démarche.
Le 10 avril 2010, l'Associated Press rapporta qu'un document découvert par la National Security Archive démontrait que ce communiqué du département d'État ordonnant l'effectuation d'une « démarche » pour dissuader les juntes de mettre en œuvre la phase 2 et 3 de l'opération Condor ne fut finalement pas envoyé « sur les ordres de Kissinger lui-même »

## L'affaire de l'attaché-caisse
Les documents contenus dans l'attaché-caisse de Letelier auraient été copiés par le FBI et transmis aux journalistes Rowland Evans et Robert Novak, du Washington Post, avant d'être rendus à sa veuve. Ces derniers prétendirent qu'ils montraient que Letelier était en contact avec d'anciens membres des partis de l'Unité populaire exilés à Berlin-Est, et qu'il aurait été en contact avec la fille d'Allende, Beatriz Allende, mariée à Luis Fernandez Ona, soupçonné d'être un agent de la DGI cubaine. Ils prétendirent en outre que Letelier recevait 5 000 dollars par mois du gouvernement cubain. De telles allégations, également diffusées par Robert Moss, et qui tentaient de faire passer Letelier pour un instrument du bloc de l'Est, ne furent jamais confirmées par la suite. En 1980, la veuve Isabel Letelier déclara dans le New York Times que Cuba avait simplement servi d'intermédiaire pour transmettre des fonds à Letelier, qui provenaient de sources du monde Occidental.